# Apollonia Elisabeth von Massow
Apollonia Elisabeth von Massow war eine deutsche Dichterin. Sie wirkte im 17. Jahrhundert in Pommern.
Die Angehörige des pommerschen Adelsgeschlechts Massow verfasste evangelische geistliche Lieder. Eine zum Druck fertige Sammlung in 16 Abtheilungen lag dem Theologen Franz Woken vor, der darüber in seinem Beytrag zur Pommerischen Historie (1732) berichtete, wurde aber letztlich nicht gedruckt.
Nach der Angabe von Woken soll Apollonia Elisabeth von Massow die Priorin des Klosters Stolp gewesen sein. Dies dürfte indes eine Verwechslung mit ihrer Schwester Anna Hedwig von Massow sein, die tatsächlich Priorin im Kloster Stolp war.
Möglicherweise war sogar diese Anna Hedwig von Massow selber die Dichterin; dann wäre die seit Woken in der Literatur geläufige Zuschreibung an Apollonia Elisabeth von Massow falsch.